# Sephora
Sephora SA er en fransk multinational detailhandelsvirksomhed indenfor personlig pleje og skønhedsprodukter. Butikkerne fører næsten 340 mærker og derudover sit eget private label, Sephora Collection. Sortimentet omfatter skønhedsprodukter såsom kosmetik, hudpleje, parfume, neglelak, bodylotion, hårpleje og diverse tilbehør.
Virksomheden blev grundlagt i Limoges i Frankrig i 1969  og har i dag hovedsæde i Neuilly-sur-Seine.  Sephora har siden 1996 været ejet af luksuskonglomeratet LVMH.   Navnet kommer fra det græske ord, der betyder skønhed, sephos og den græske stavemåde af Zippora (græsk: Σεπφώρα , Sepphōra ), der var hustru til Moses.

## Historie
Den første Sephora-forretning åbnede i Paris i august 1970. Den blev opkøbt af Dominique Mandonnaud i 1993, som slog butikken sammen med sin egen parfumerikæde under Sephora-mærket. Mandonnaud tilskrives Sephoras koncept med "assisteret selvbetjening"; en salgsoplevelse, som adskilte sig fra andre skønhedsbutikker ved at opmuntre kunderne til at teste produkterne i butikkerne, før de køber. 
Mandonnaud fortsatte med at udvide Sephora-mærket gennem 1990'erne og åbnede sin flagskibsbutik på Champs Élysées i Paris i 1997. I juli 1997 solgte Mandonnaud og hans partnere Sephora til LVMH, som ekspanderede globalt og udvidede sortimentet til også at omfatte skønheds- og kosmetiske produkter.  Sephora åbnede på de mellemøstlige markeder i 2007 og driver i dag mere end 44 butikker i De Forenede Arabiske Emirater og Saudi-Arabien samt en e-handelsbutik. 
1. januar 2014 erstattede Calvin McDonald David Suliteanu som præsident og administrerende direktør for Sephora i USA. Suliteanu blev udnævnt til administrerende direktør for Kendo Brands, en anden virksomhed i LVMH-porteføljen. 
Sephora åbnede sin første amerikanske butik i New York City i 1998, sin første canadiske butik i Toronto i 2004 og den første australske butik i 2014.   Dets nordamerikanske hovedkvarter er beliggende i New York City med firmakontorer i San Francisco og Montréal . Sephora driver i øjeblikket over 430 butikker i hele Nordamerika. 
Den 26. august 2016 åbnede Sephora sin 400. placering i Nordamerika på Magnificent Mile i Chicago. 
Den 31. marts 2017 åbnede Sephora sin største forretning i Nordamerika nær Herald Square i New York City. Butikken er på cirka 11.380 kvadratmeter og fører mere end 13.000 varenumre.   
I april 2019 anklagede R&B-sangerinden SZA butikken for raceprofilering. Den 23. maj 2019 meddelte Sephora, at de ville lukke alle butikker onsdag den 5. juni 2019 for at holde kurser i mangfoldighed for sine medarbejdere. Det var dog en del af Sephoras interne program "We Belong To Something Beautiful Campaign" og skyldtes ifølge Sephora ikke beskyldningerne fra sangeren.
I februar 2020 lancerede en tidligere ansat hos Sephora et websted, der anklager kæden for at have en mobbekultur, for at håndtere personaleklager forkert og for at snyde med lønudbetalinger. 
26. juli 2021 aftalte Sephora med Palamon Capital Partners at købe Feelunique.com,  en britisk webshop med luksusskønhedsprodukter, som blev grundlagt i 2005, med 1,3 millioner aktive kunder fra 120 lande og mere end 35.000 produkter fra over 800 mærker.  Prisen rygtedes at være 132 millioner pund.

## Retssager
Den 18. november 2014 anlagde fire kunder et gruppesøgsmål mod Sephora.  Kunderne hævdede, at Sephora deltog i racediskrimination ved uretmæssigt at deaktivere asiatiske kunders medlemskonti under påskud af, at disse kunder købte produkter fra Sephora i løs vægt og videresolgte dem.  Sephora identificerede konti, der skulle deaktiveres, ved at se på e-mail-domæner fra @qq.com (ejet af Tencent ), @126.com eller @163.com (begge ejet af NetEase ). 

## Miljørekord
Sephoras initiativer for for bæredygtig udvikling blev anerkendt i december 2015.  Virksomheden modtog Sustainable Brand-mærket, samt 2015 R Award for øko-design af Génération Responsible. Global Cosmetic News rapporterede, at Sephoras nyligt lancerede montrer har en 30 % lettere metalramme, der vil reducere CO2-emissionerne med 220 tons. 

## Socialt ansvar
I juni 2020 meddelte Sephora, at butikkerne fremover vil bruge 15 procent af deres hyldeplads på varer fra virksomheder, der ejes af sorte. Som en del af sin forpligtelse til social ansvarlighed har Sephora implementeret en mulighed for at reducere emballagespild ved at tilbyde at genopfylde parfumeflasker. 